# Ponerorchis
Ponerorchis é um género botânico pertencente à família das orquídeas (Orchidaceae).

## Espécies
1. Ponerorchis brevicalcarata (Finet) Soó, Acta Bot. Acad. Sci. Hung. 12: 353 (1966)
2. Ponerorchis chidorii (Makino) Ohwi, Acta Phytotax. Geobot. 5: 145 (1936)
3. Ponerorchis chrysea (W.W.Sm.) Soó, Acta Bot. Acad. Sci. Hung. 12: 353 (1966)
4. Ponerorchis chusua (D.Don) Soó, Acta Bot. Acad. Sci. Hung. 12: 352 (1966)
5. Ponerorchis crenulata Soó, Acta Bot. Acad. Sci. Hung. 12: 353 (1966)
6. Ponerorchis curtipes (Ohwi) J.M.H.Shaw, Orchid Rev. 111(1253): 78 (2003)
7. Ponerorchis exilis (Ames & Schltr.) S.C.Chen, P.J.Cribb & S.W.Gale, in Fl. China 25: 97 (2009)
8. Ponerorchis graminifolia Rchb.f., Linnaea 25: 228 (1852) - espécie tipo
9. Ponerorchis joo-iokiana' (Makino) Soó, Acta Bot. Acad. Sci. Hung. 12: 352 (1966)
10. Ponerorchis kiraishiensis (Hayata) Ohwi, Acta Phytotax. Geobot. 5: 146 (1936)
11. Ponerorchis kurokamiana (Hatus. & Ohwi) J.M.H.Shaw, Orchid Rev. 111: 78 (2003)
12. Ponerorchis limprichtii (Schltr.) Soó, Acta Bot. Acad. Sci. Hung. 12: 353 (1966)
13. Ponerorchis omeishanica (Tang, F.T.Wang & K.Y.Lang) S.C.Chen, P.J.Cribb & S.W.Gale, in Fl. China 25: 96 (2009)
14. Ponerorchis puberula (King & Pantl.) Verm., Jahresber. Naturwiss. Vereins Wuppertal 25: 30 (1972)
15. Ponerorchis pugeensis (K.Y.Lang) S.C.Chen, P.J.Cribb & S.W.Gale, in Fl. China 25: 96 (2009)
16. Ponerorchis renzii Deva & H.B.Naithani, Orchid Fl. N.W. Himalaya: 199 (1986)
17. Ponerorchis sichuanica (K.Y.Lang) S.C.Chen, P.J.Cribb & S.W.Gale, in Fl. China 25: 96 (2009)
18. Ponerorchis taiwanensis (Fukuy.) Ohwi, Acta Phytotax. Geobot. 5: 146 (1936)
19. Ponerorchis takasago-montana  (Masam.) Ohwi, Acta Phytotax. Geobot. 5: 146 (1936)
20. Ponerorchis tominagae (Hayata) H.J.Su & J.J.Chen, in Fl. Taiwan, ed. 2, 5: 1029 (2000)